# Ceri Seel
Ceri Seel (* 1. Januar 1968 in Llangorse, Wales) ist ein britischer Schauspieler, der durch die Fernsehserie Die dreibeinigen Herrscher bekannt wurde.

## Leben
Ceri Seel war nur wenige Jahre in seiner Jugend als Schauspieler aktiv. Heute arbeitet der gläubige Buddhist in London als Lehrer.
In Fankreisen war man schockiert, als von seinem Tod am 24. August 2002 berichtet wurde. Fast zwei Jahre hielt sich dieses Gerücht, selbst in der Internet Movie Database wurde er für tot erklärt, bis sich Ceri Seel 2004 bei seinem damaligen Schauspielkollegen Jim Baker meldete. Die Umstände für diese Falschnachricht, die Gründe für sein Verschwinden und wo er sich in den zwei Jahren befand sind allerdings bis heute ungeklärt.

## Filmografie
- 1981: Null ist spitze (The Bagthorpe Saga, Fernsehserie, 6 Folgen)
- 1984–1985: Die dreibeinigen Herrscher (The Tripods, Fernsehserie, 17 Folgen)